# Sahorre
Sahorre  est une commune française, située dans le centre du département des Pyrénées-Orientales en région Occitanie. Sur le plan historique et culturel, la commune est dans le pays de Conflent, correspondant à l'ensemble des vallées pyrénéennes qui « confluent » avec le lit creusé par la Têt entre Mont-Louis et Rodès.
Exposée à un climat océanique altéré, elle est drainée par la rivière de Rotja et par deux autres cours d'eau. Incluse dans le parc naturel régional des Pyrénées catalanes, la commune possède un patrimoine naturel remarquable : deux sites Natura 2000 (le « massif du Canigou » et le « pins de Salzmann du Conflent ») et trois zones naturelles d'intérêt écologique, faunistique et floristique.
Sahorre est une commune rurale qui compte 399 habitants en 2022, après avoir connu un pic de population de 833 habitants en 1911. Elle fait partie de l'aire d'attraction de Prades. Ses habitants sont appelés les Sahorrans ou  Sahorrannes.

## Géographie

### Localisation
La commune de Sahorre se trouve dans le département des Pyrénées-Orientales, en région Occitanie.
Elle se situe à 47 km à vol d'oiseau de Perpignan, préfecture du département, à 11 km de Prades, sous-préfecture, et à 26 km d'Amélie-les-Bains-Palalda, bureau centralisateur du canton du Canigou dont dépend la commune depuis 2015 pour les élections départementales.
La commune fait en outre partie du bassin de vie de Prades.
Les communes les plus proches sont : 
Casteil (2,6 km), Vernet-les-Bains (2,8 km), Fuilla (3,3 km), Escaro (3,9 km), Corneilla-de-Conflent (4,1 km), Py (4,2 km), Fillols (5,0 km), Serdinya (5,2 km).
Sur le plan historique et culturel, Sahorre fait partie de la région de Conflent, héritière de l'ancien comté de Conflent et de la viguerie de Conflent. Ce pays correspond à l'ensemble des vallées pyrénéennes qui « confluent » avec le lit creusé par la Têt entre Mont-Louis, porte de la Cerdagne, et Rodès, aux abords de la plaine du Roussillon.

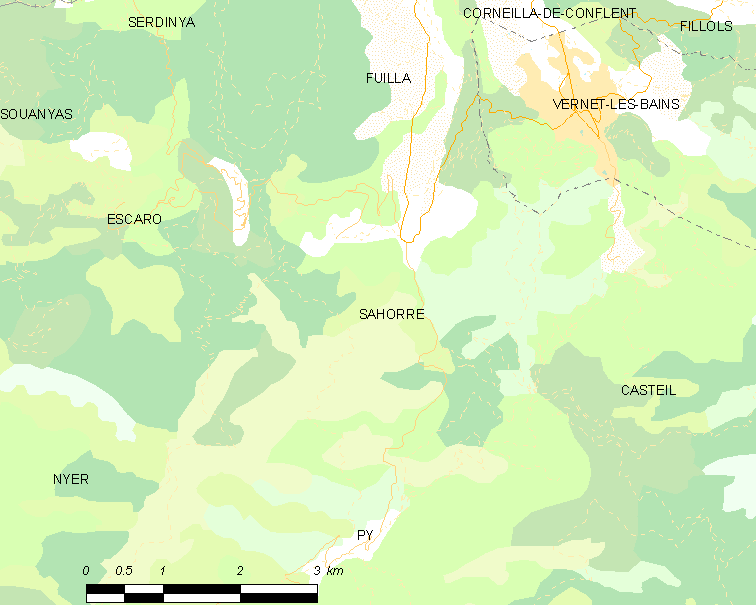
Situation de la commune.

|                           | Fuilla  | Vernet-les-Bains |
| Escaro                    | Sahorre | Casteil          |
| Nyer (par un quadripoint) | Py      |                  |

### Géologie et relief
La commune est classée en zone de sismicité 4, correspondant à une sismicité moyenne.
Les gîtes de fer de Sahorre se situent dans la "ceinture ferrifère du Canigou", où les minéralisations sont associées aux marbres de la formation de Canaveilles. Cette formation est du Édiacarien et elle est âgée de plus de 500 millions d'années. Toutefois, il semble probable que les minéralisations elles-mêmes sont hercyniennes (il y a environ 300 Ma),.

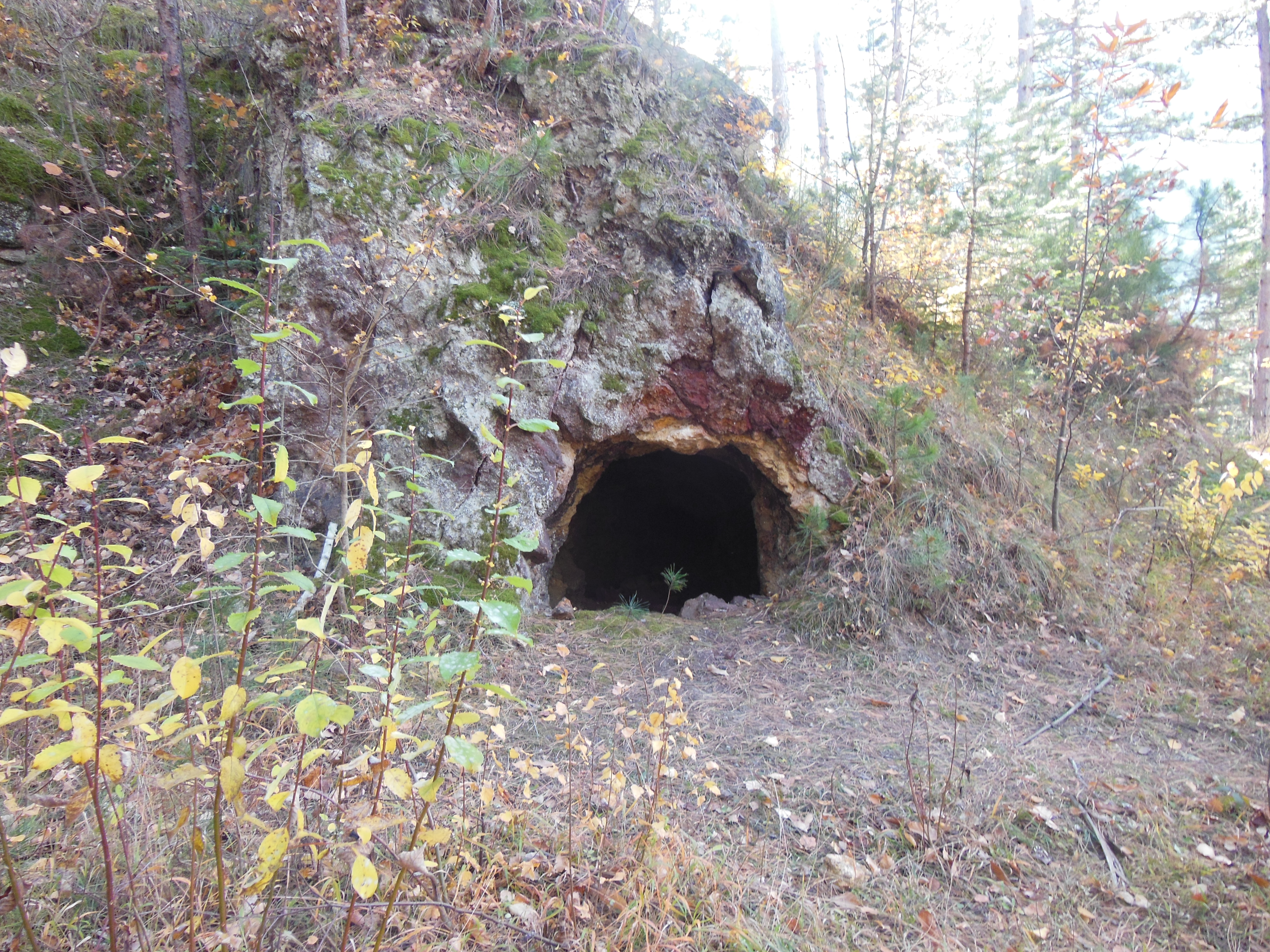
Ancienne mine de minerai de fer à la limite ouest de la commune de Sahorre, au-dessus de Thorrent.
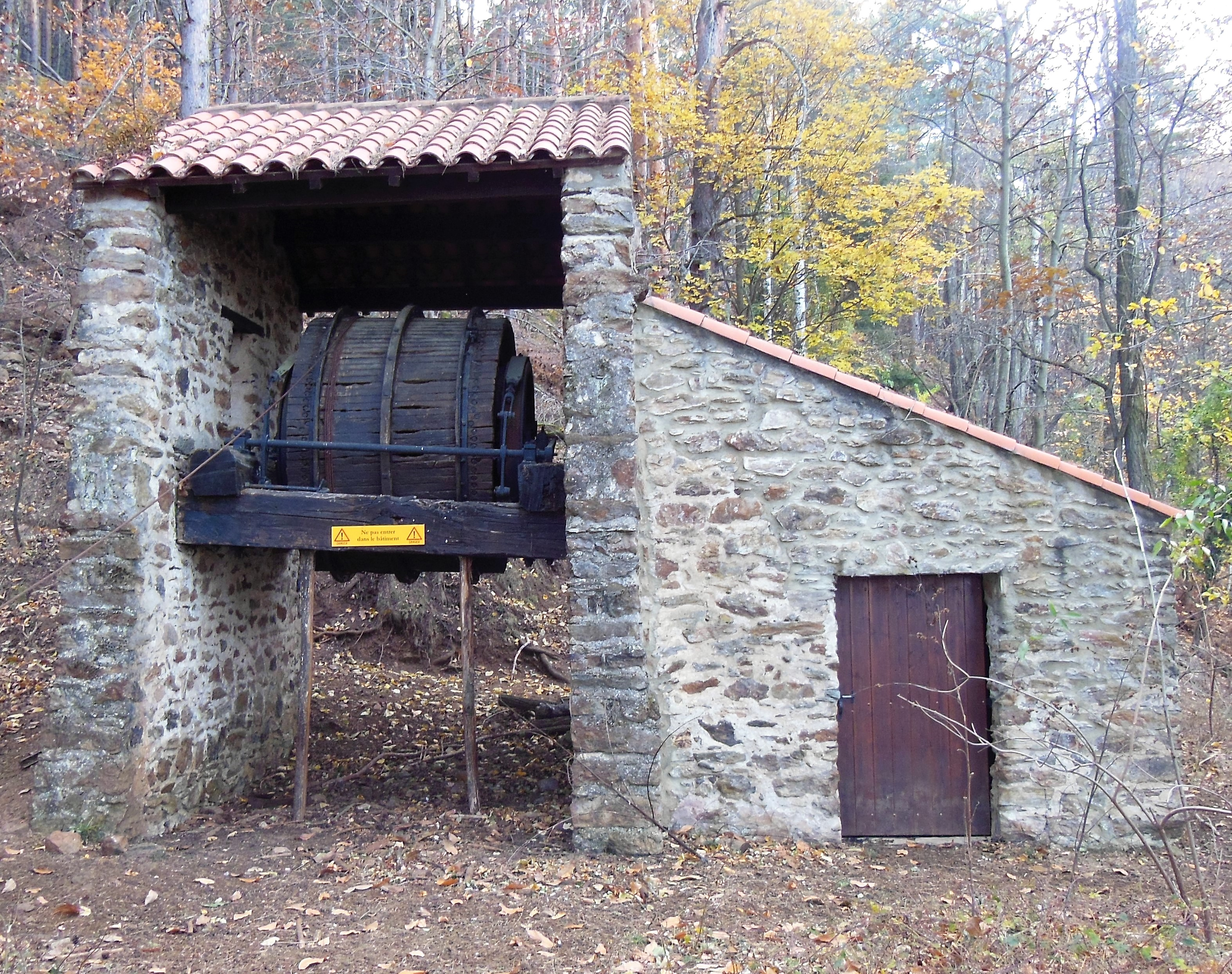
Ancienne bobine (dite "de Sahorre"), au-dessus de Thorrent. Ce bâtiment a fait partie d'un système de transport permettant de descendre le minerai de Thorrent jusqu'au village de Sahorre.
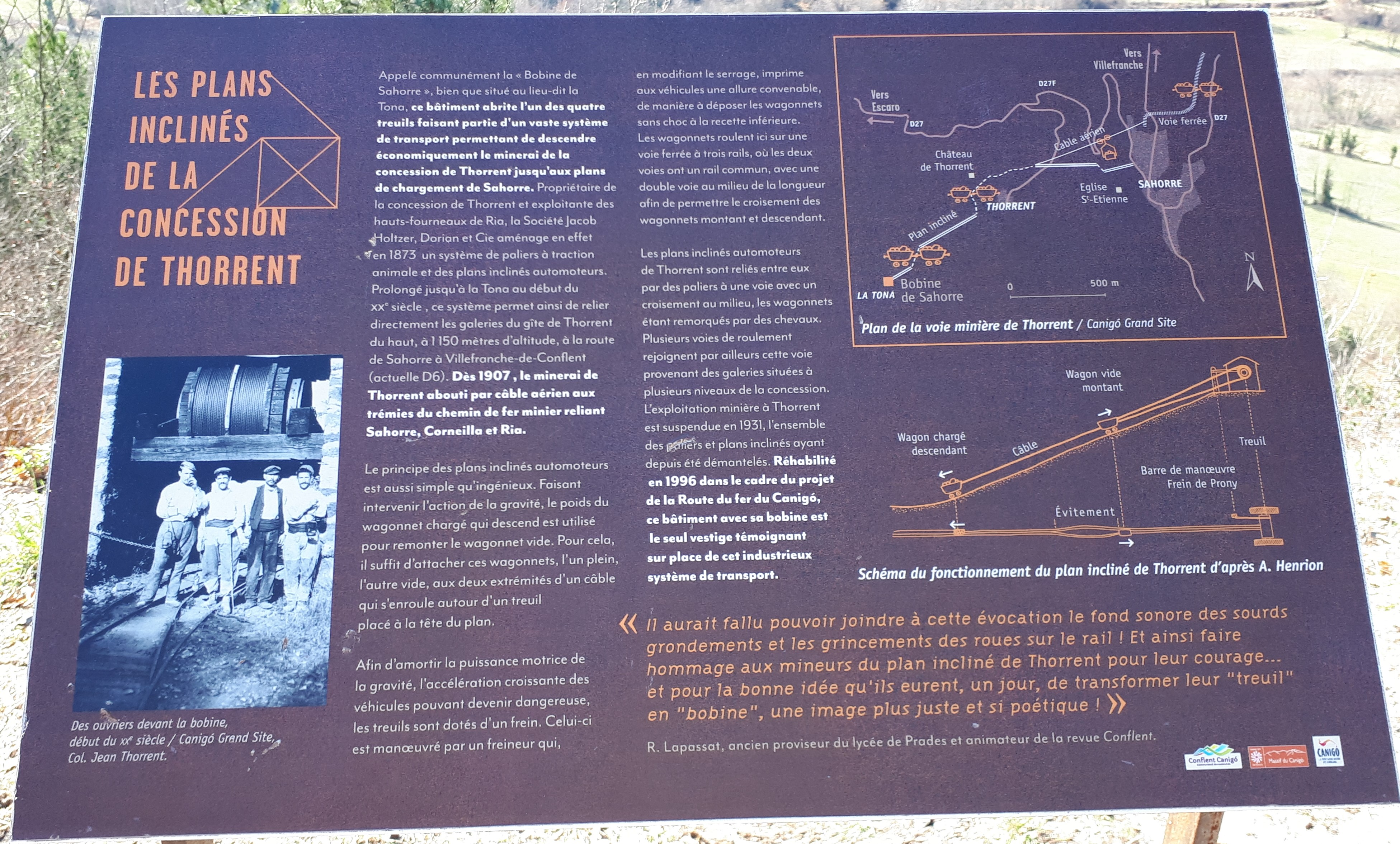
Panneau explicatif sur des plans inclinés du XXe siècle entre les mines de Thorrent et Sahorre.
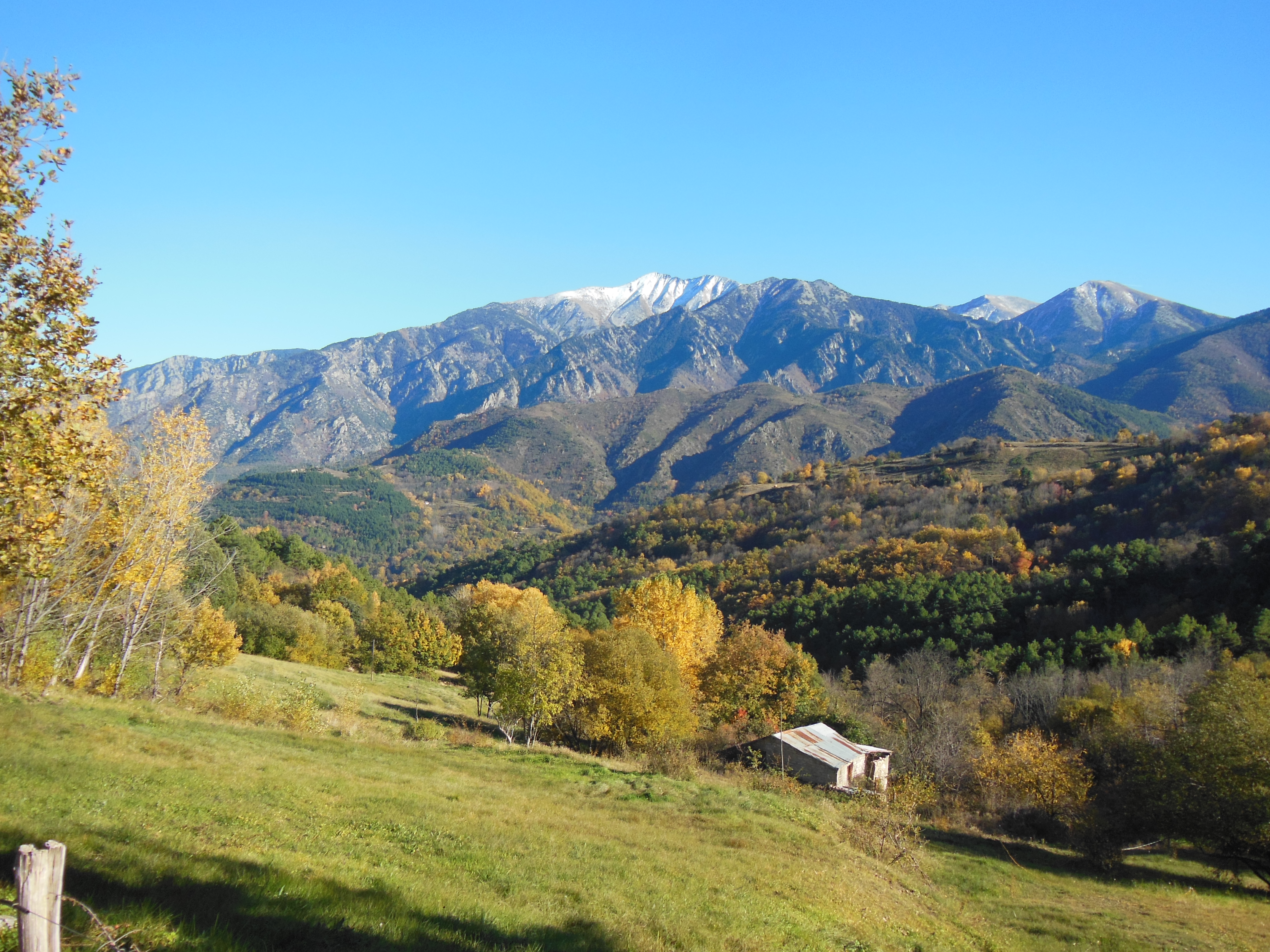
Vue sur la partie nord de la commune de Sahorre, vers le pic du Canigou (2785 m), depuis le coll de Fins.

### Hydrographie

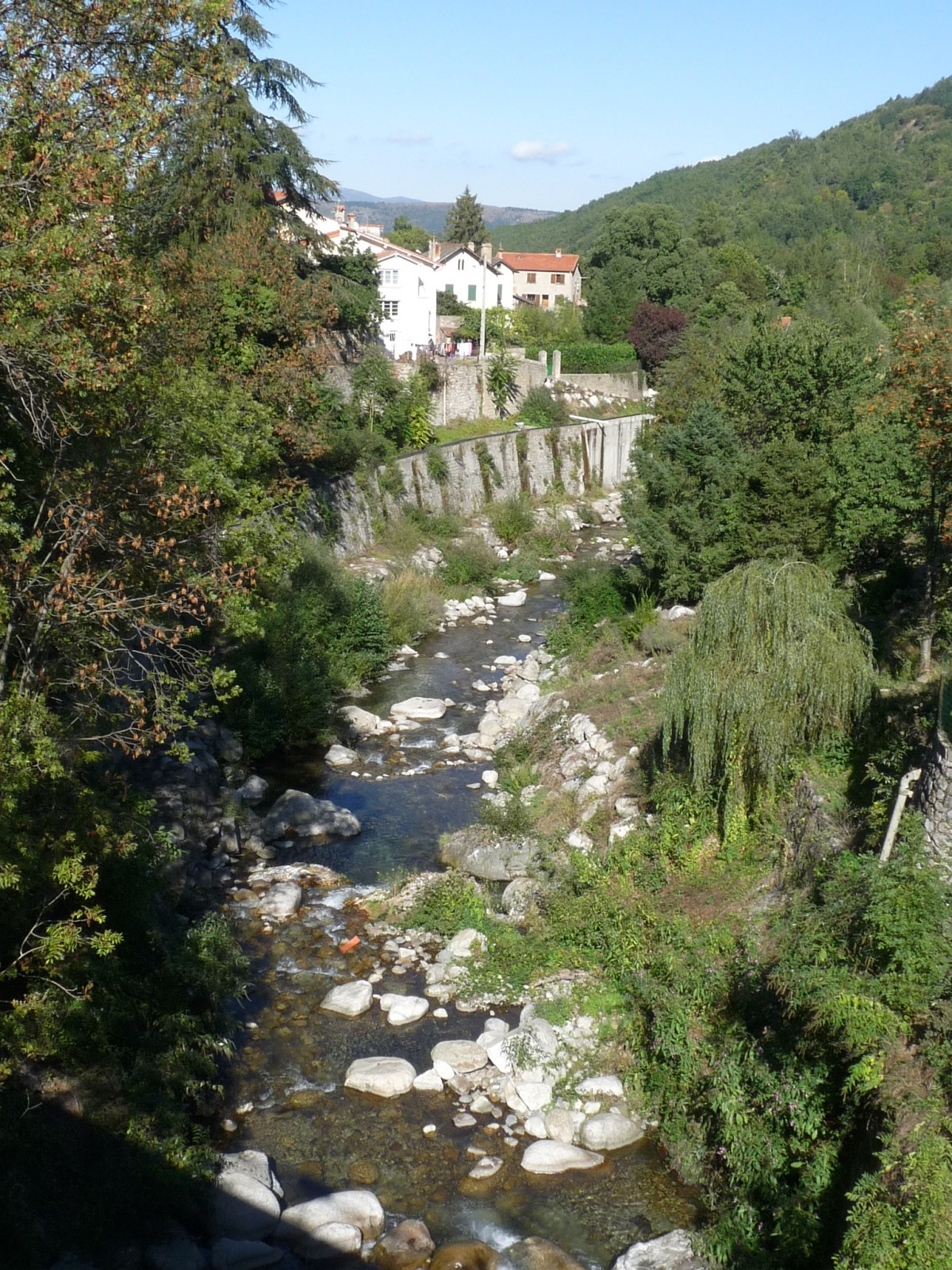
La rivière de Rotja, au bourg

La rivière de Rotja, qui prend sa source au sud près du Porteille de la Rotja dans la commune de Py, traverse la commune du sud au nord. Elle se jette dans la Têt en amont de Villefranche.

### Climat
Pour des articles plus généraux, voir Climat de l'Occitanie et Climat des Pyrénées-Orientales.
En 2010, le climat de la commune est de type climat méditerranéen altéré, selon une étude du CNRS s'appuyant sur une série de données couvrant la période 1971-2000. En 2020, Météo-France publie une typologie des climats de la France métropolitaine dans laquelle la commune est exposée à un climat de montagne ou de marges de montagne et est dans la région climatique Pyrénées orientales, caractérisée par une faible pluviométrie, un très bon ensoleillement (2 600 h/an), un air sec, particulièrement en hiver et peu de brouillards.
Pour la période 1971-2000, la température annuelle moyenne est de 11,8 °C, avec une amplitude thermique annuelle de 14,5 °C. Le cumul annuel moyen de précipitations est de 887 mm, avec 6,2 jours de précipitations en janvier et 5,7 jours en juillet. Pour la période 1991-2020, la température moyenne annuelle observée sur la station météorologique la plus proche, située sur la commune d'Eus à 15 km à vol d'oiseau, est de 13,6 °C et le cumul annuel moyen de précipitations est de 539,8 mm,. Pour l'avenir, les paramètres climatiques de la commune estimés pour 2050 selon différents scénarios d’émission de gaz à effet de serre sont consultables sur un site dédié publié par Météo-France en novembre 2022.

### Milieux naturels et biodiversité

#### Espaces protégés
La protection réglementaire est le mode d’intervention le plus fort pour préserver des espaces naturels remarquables et leur biodiversité associée,.
Un  espace protégé est présent sur la commune : 
le parc naturel régional des Pyrénées catalanes, créé en 2004 et d'une superficie de 139 062 ha, qui s'étend sur 66 communes du département. Ce territoire s'étage des fonds maraîchers et fruitiers des vallées de basse altitude aux plus hauts sommets des Pyrénées-Orientales en passant par les grands massifs de garrigue et de forêt méditerranéenne,.

#### Réseau Natura 2000

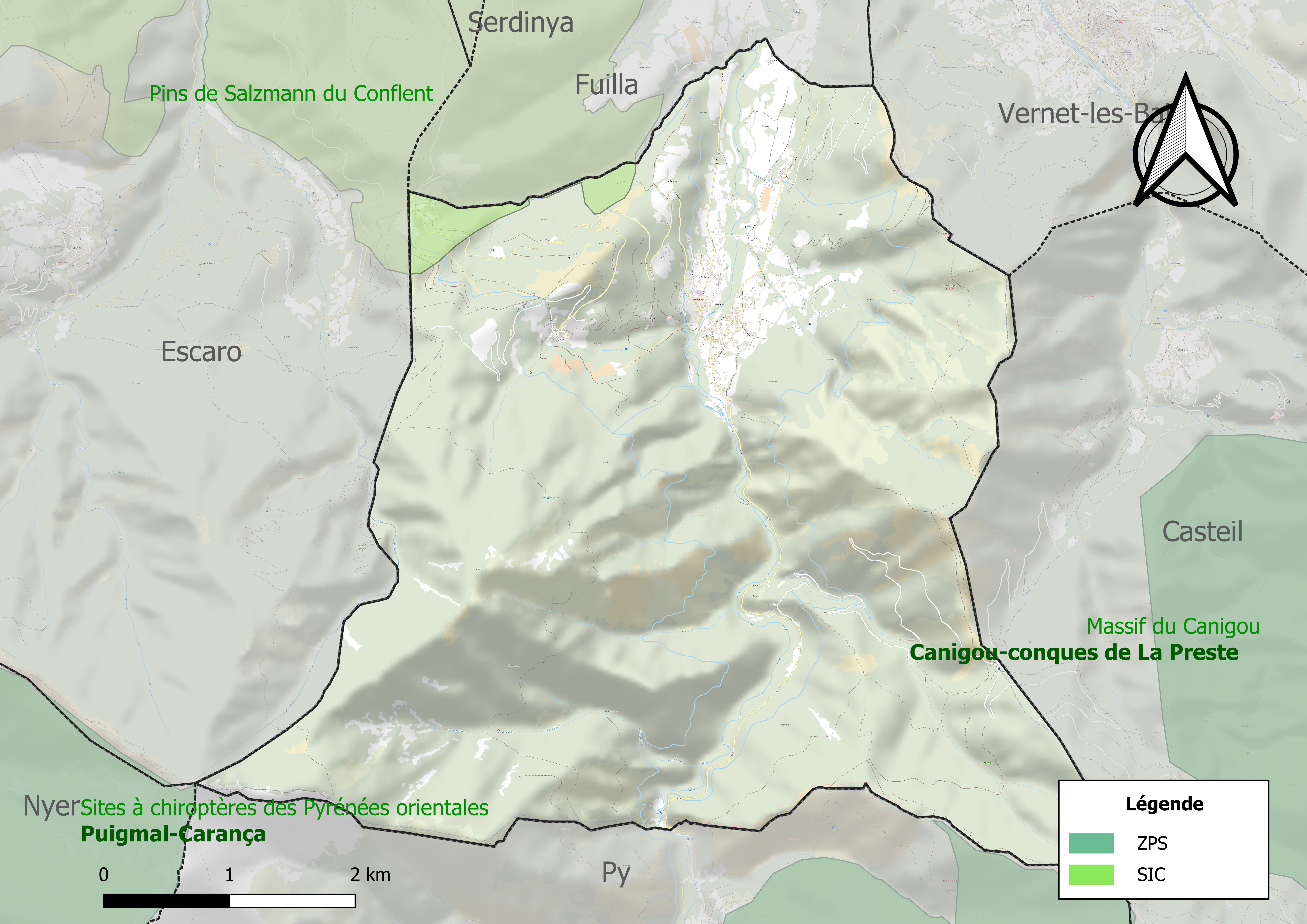
Sites Natura 2000 sur le territoire communal.

Le réseau Natura 2000 est un réseau écologique européen de sites naturels d'intérêt écologique élaboré à partir des directives habitats et oiseaux, constitué de zones spéciales de conservation (ZSC) et de zones de protection spéciale (ZPS).
Deux sites Natura 2000 ont été définis sur la commune au titre de la directive habitats : 
- le « massif du Canigou », d'une superficie de 11 746 ha, culmine à 2 784 mètres à l'extrémité orientale de la chaîne des Pyrénées. Il recèle de nombreuses espèces endémiques pyrénéennes dont certaines atteignent leur limite orientale et présente une gamme variée d'habitats naturels d'intérêt communautaire liés à l'étagement de la végétation[22] ;
- le « pins de Salzmann du Conflent », d'une superficie de 998 ha, abrite en effet le plus beau peuplement de Pin de Salzmann de tout le département des Pyrénées-Orientales et possède des arbres remarquables[23] ;

#### Zones naturelles d'intérêt écologique, faunistique et floristique

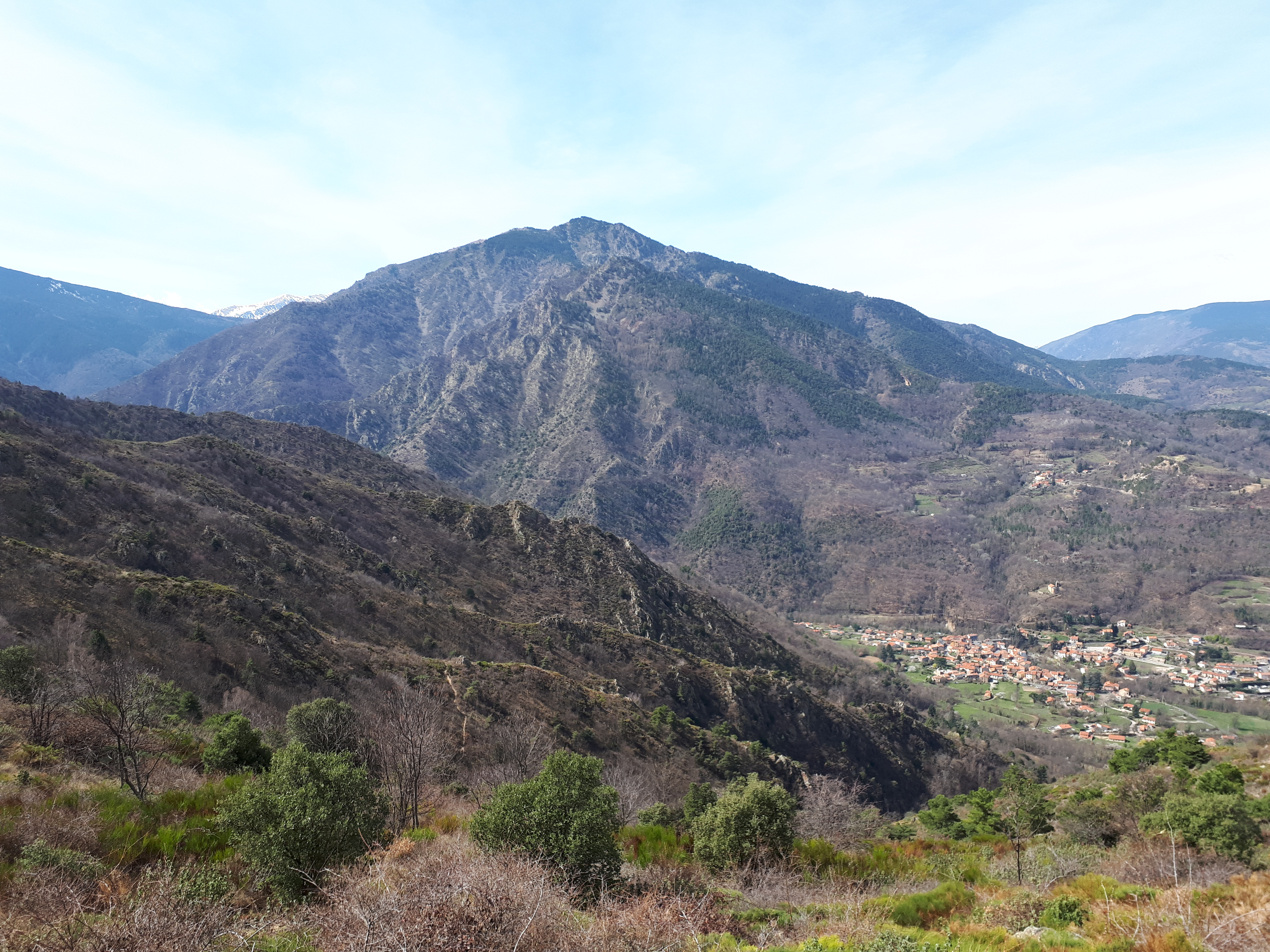
Sahorre sous le pic de Tres Estelles.

L’inventaire des zones naturelles d'intérêt écologique, faunistique et floristique (ZNIEFF) a pour objectif de réaliser une couverture des zones les plus intéressantes sur le plan écologique, essentiellement dans la perspective d’améliorer la connaissance du patrimoine naturel national et de fournir aux différents décideurs un outil d’aide à la prise en compte de l’environnement dans l’aménagement du territoire.
Une ZNIEFF de type 1 est recensée sur la commune :
le « versant sud du pic de Très Estelles » (1 090 ha), couvrant 2 communes du département et deux ZNIEFF de type 2, : 
- le « massif du Canigou » (19 263 ha), couvrant 15 communes du département[26] ;
- la « vallée du Conflent » (5 742 ha), couvrant 12 communes du département[27].

Carte des ZNIEFF de type 1 et 2 à Sahorre.
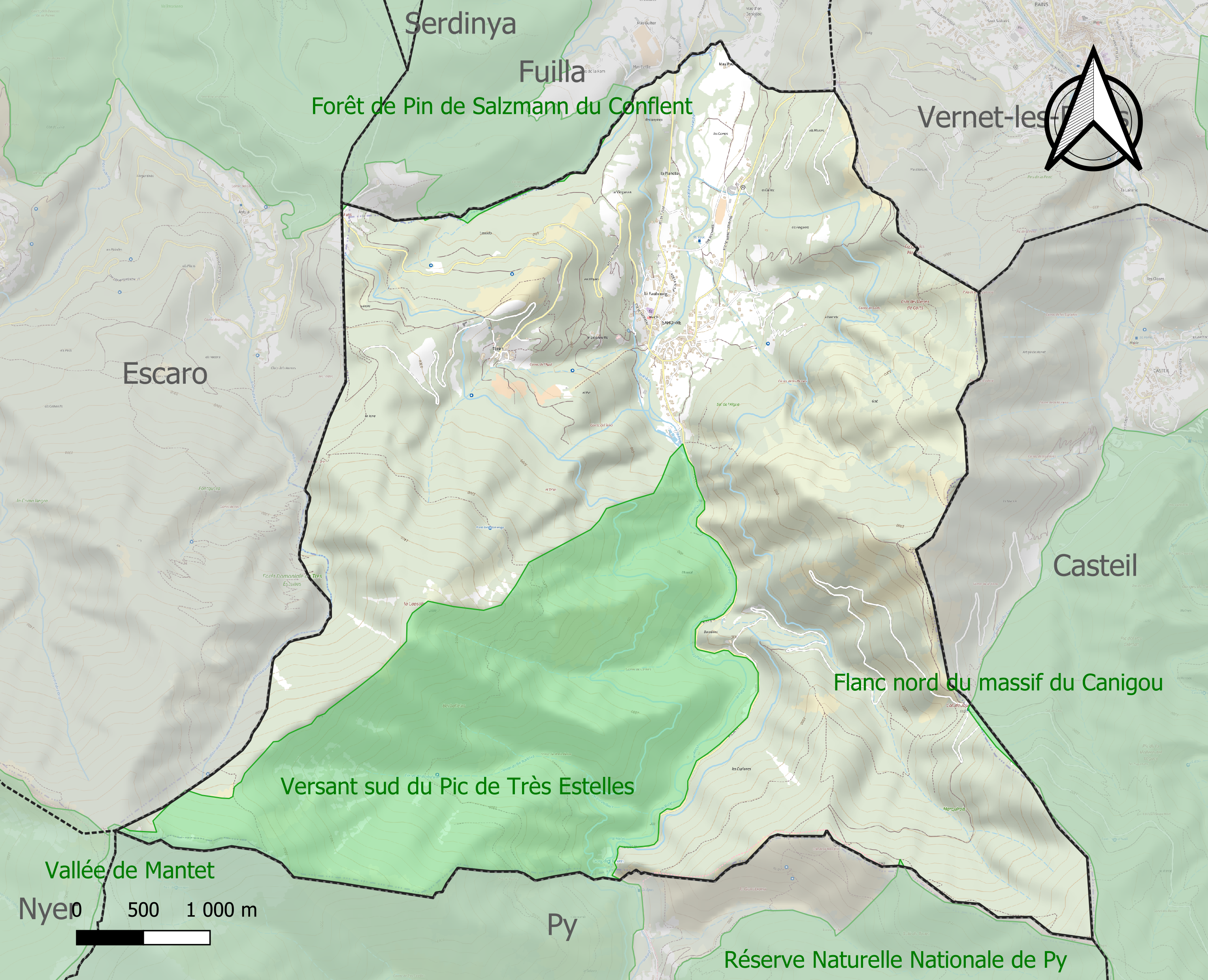
Carte de la ZNIEFF de type 1 sur la commune.
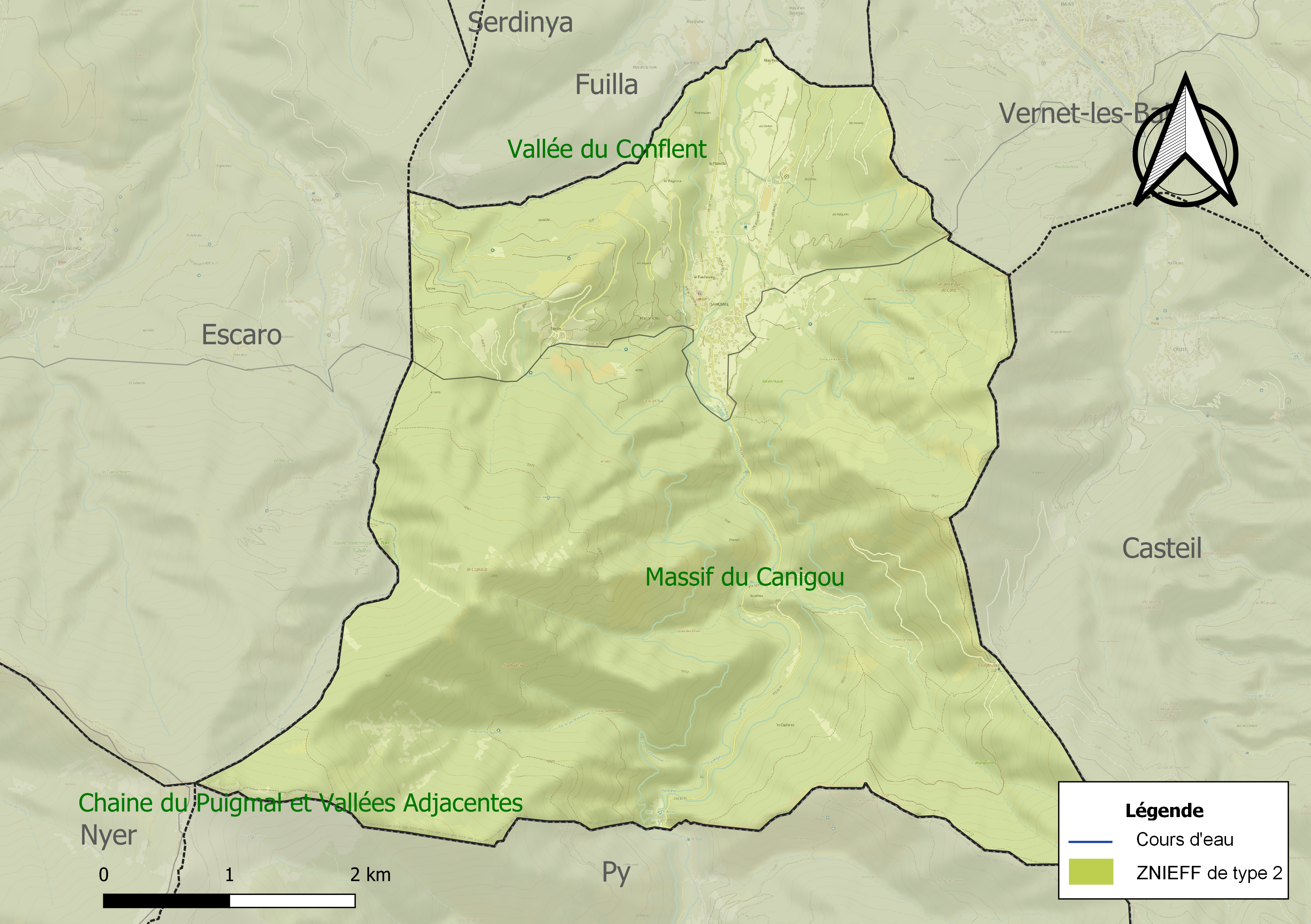
Carte des ZNIEFF de type 2 sur la commune.

## Urbanisme

### Typologie
Au 1er janvier 2024, Sahorre est catégorisée commune rurale à habitat dispersé, selon la nouvelle grille communale de densité à sept niveaux définie par l'Insee en 2022.
Elle est située hors unité urbaine. Par ailleurs la commune fait partie de l'aire d'attraction de Prades, dont elle est une commune de la couronne,. Cette aire, qui regroupe 26 communes, est catégorisée dans les aires de moins de 50 000 habitants,.

### Occupation des sols
L'occupation des sols de la commune, telle qu'elle ressort de la base de données européenne d’occupation biophysique des sols Corine Land Cover (CLC), est marquée par l'importance des forêts et milieux semi-naturels (89,4 % en 2018), une proportion sensiblement équivalente à celle de 1990 (89,3 %). La répartition détaillée en 2018 est la suivante : 
forêts (49,3 %), milieux à végétation arbustive et/ou herbacée (40,1 %), zones agricoles hétérogènes (8,6 %), zones urbanisées (2 %). L'évolution de l’occupation des sols de la commune et de ses infrastructures peut être observée sur les différentes représentations cartographiques du territoire : la carte de Cassini (XVIIIe siècle), la carte d'état-major (1820-1866) et les cartes ou photos aériennes de l'IGN pour la période actuelle (1950 à aujourd'hui).

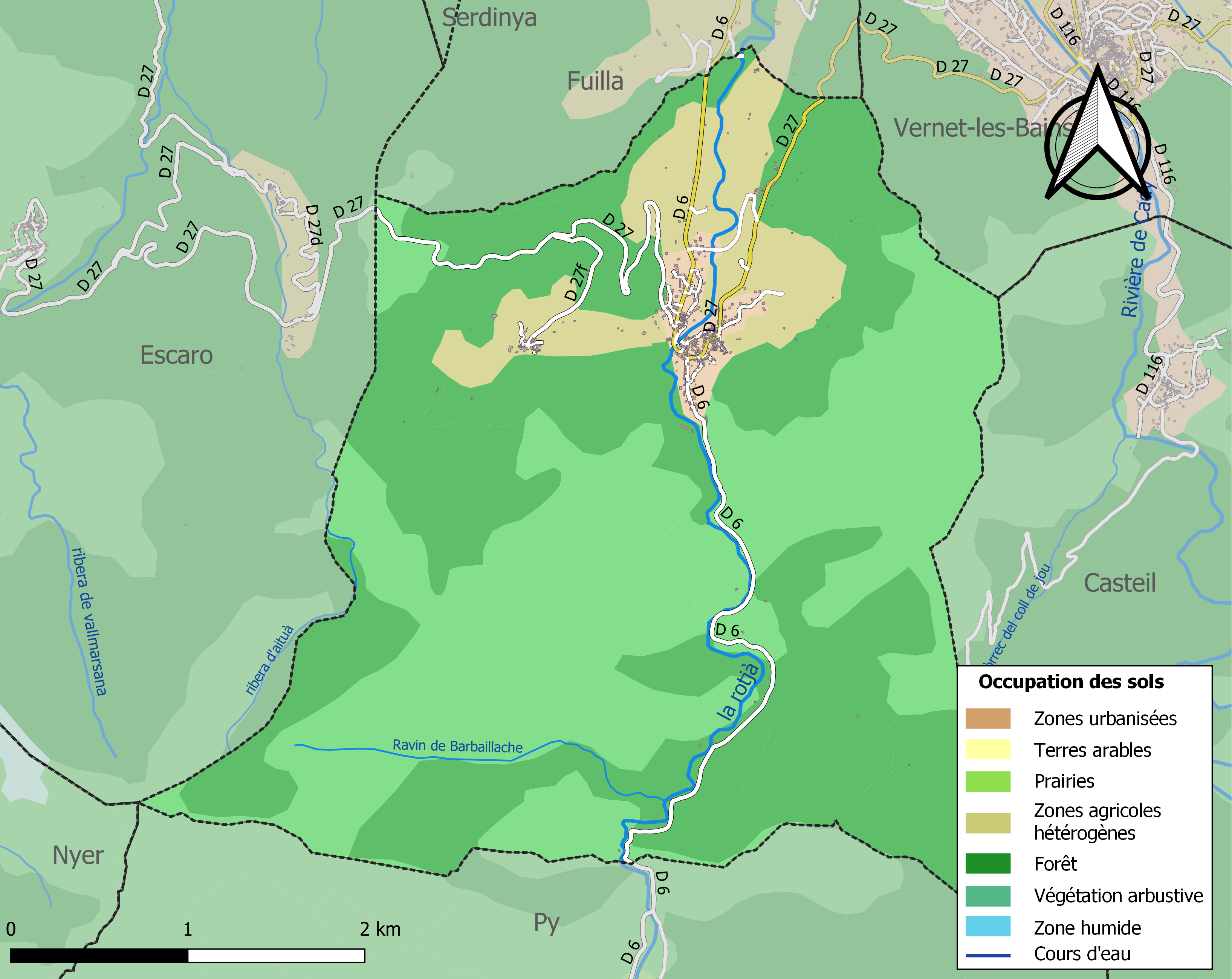
Carte des infrastructures et de l'occupation des sols de la commune en 2018 (CLC).

### Voies de communication et transports
La ligne 525 (Py - Prades) du réseau régional liO assure la desserte de la commune.

### Risques majeurs
Le territoire de la commune de Sahorre est vulnérable à différents aléas naturels : inondations, climatiques (grand froid ou canicule), feux de forêts, mouvements de terrains, avalanche  et séisme (sismicité moyenne). Il est également exposé à deux risques particuliers, les risques radon et minier,.

#### Risques naturels
Certaines parties du territoire communal sont susceptibles d’être affectées par le risque d’inondation par crue torrentielle de cours d'eau du bassin de la Têt.
Les mouvements de terrains susceptibles de se produire sur la commune sont soit des mouvements liés au retrait-gonflement des argiles, soit des glissements de terrains, soit des chutes de blocs. Une cartographie nationale de l'aléa retrait-gonflement des argiles permet de connaître les sols argileux ou marneux susceptibles vis-à-vis de ce phénomène.

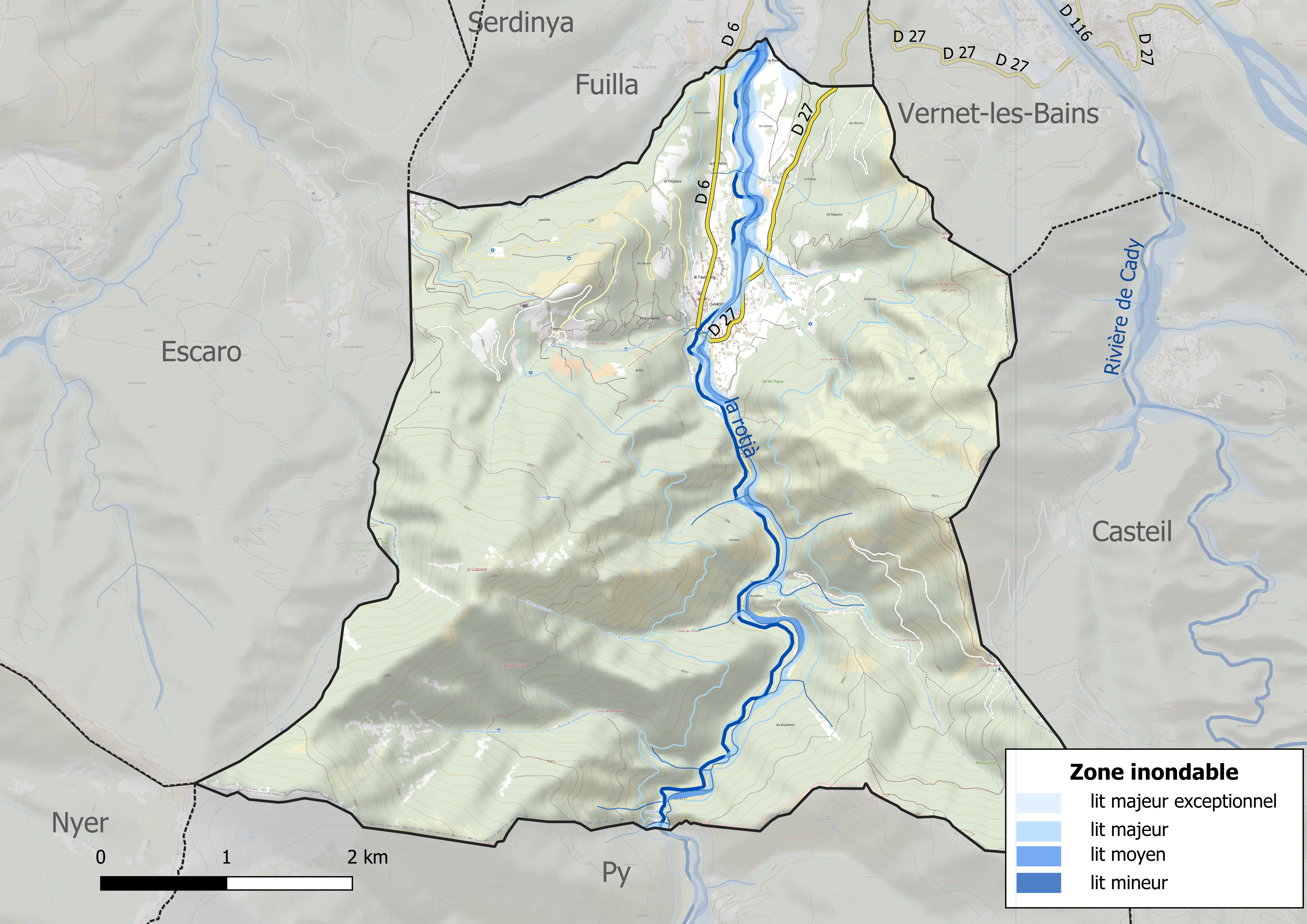
Carte des zones inondables.
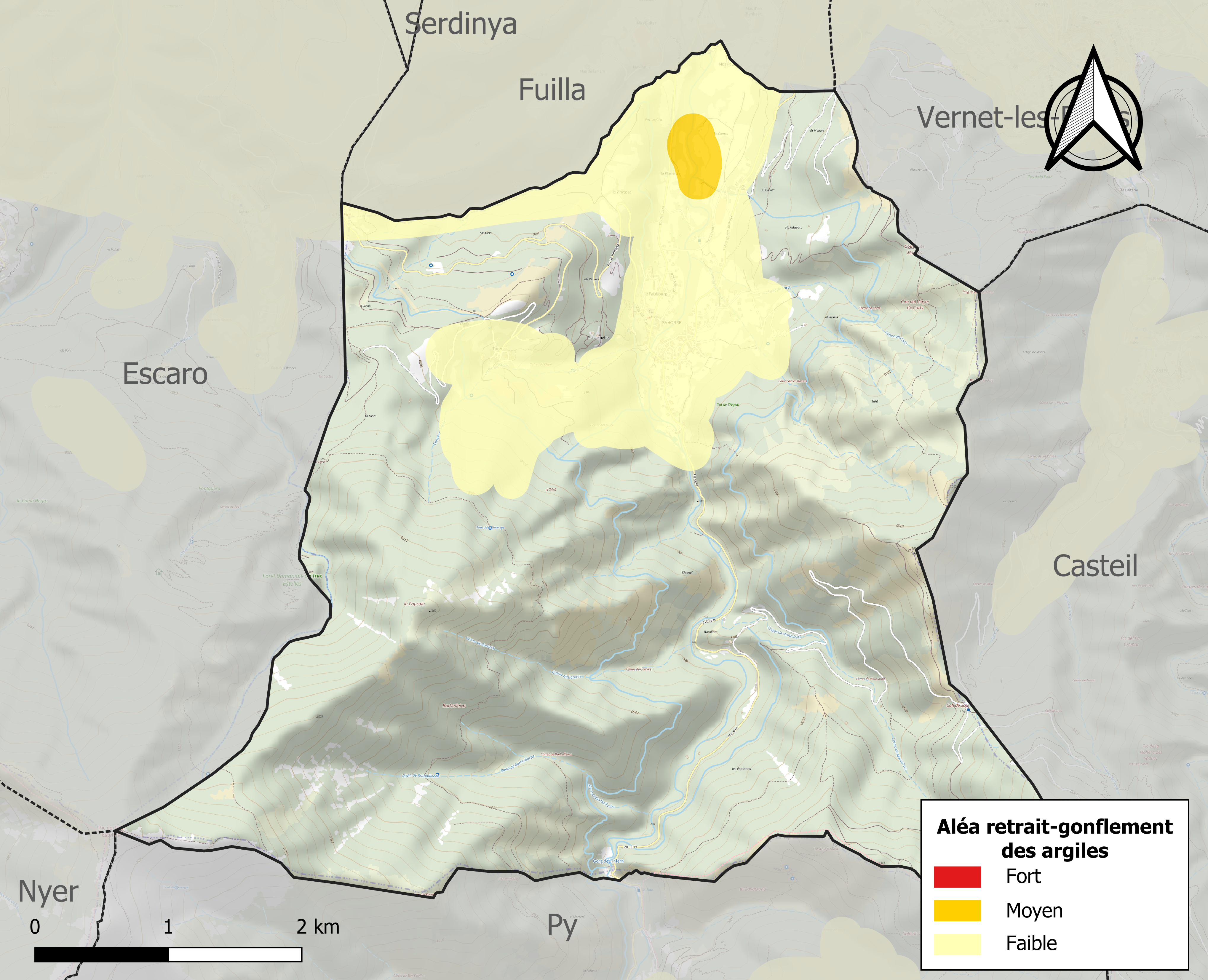
Carte des zones d'aléa retrait-gonflement des argiles.

#### Risque particulier
La commune est concernée par le risque minier, principalement lié à l’évolution des cavités souterraines laissées à l’abandon et sans entretien après l’exploitation des mines.
Dans plusieurs parties du territoire national, le radon, accumulé dans certains logements ou autres locaux, peut constituer une source significative d’exposition de la population aux rayonnements ionisants. Toutes les communes du département sont concernées par le risque radon à un niveau plus ou moins élevé. Selon la classification de 2018, la commune de Sahorre est classée en zone 3, à savoir zone à potentiel radon significatif.

## Toponymie
En catalan, le nom de la commune est Saorra.

## Histoire
La commune de Touren est rattachée à la commune de Sahorre le 20 mars 1822.

## Politique et administration

### Liste des maires

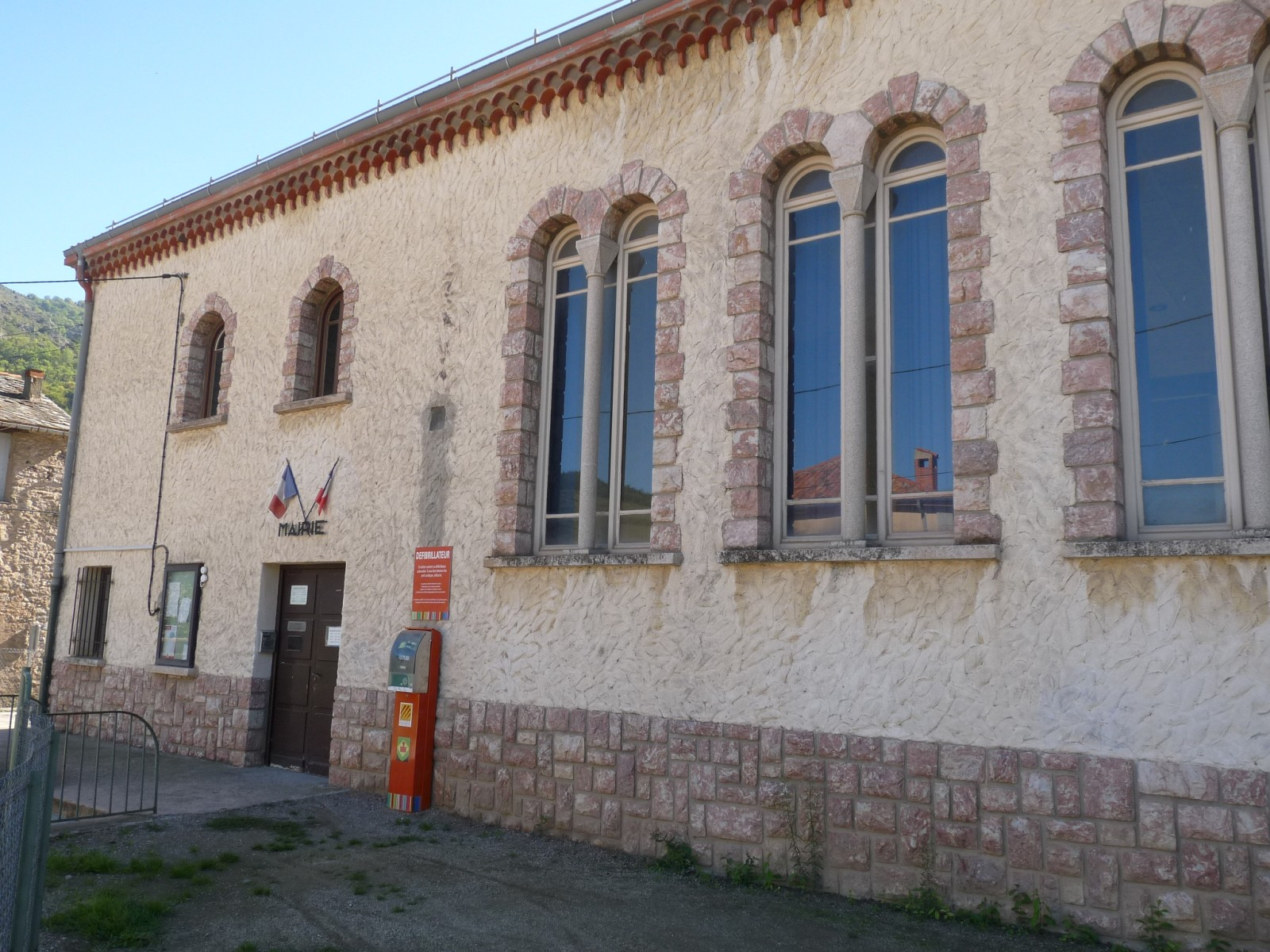
La mairie

| Période   | Période   | Identité         | Étiquette | Qualité |
| --------- | --------- | ---------------- | --------- | ------- |
| mars 2001 | mars 2008 | Jean-Claude Joly |           |         |
| mars 2008 | 2020      | Fabienne Bardon, |           |         |
| 2020      | En cours  | Olivier Gravas   |           |         |

## Population et société

### Démographie ancienne
La population est exprimée en nombre de feux (f) ou d'habitants (H).
| 1355 | 1359 | 1365 | 1378 | 1470 | 1515 | 1553 | 1709 | 1720 |
| ---- | ---- | ---- | ---- | ---- | ---- | ---- | ---- | ---- |
| 32 f | 32 f | 32 f | 22 f | 27 f | 19 f | 13 f | 78 f | 43 f |

| 1767  | 1789 | - | - | - | - | - | - | - |
| ----- | ---- | - | - | - | - | - | - | - |
| 341 H | 70 f | - | - | - | - | - | - | - |

### Démographie contemporaine
L'évolution du nombre d'habitants est connue à travers les recensements de la population effectués dans la commune depuis 1793. Pour les communes de moins de 10 000 habitants, une enquête de recensement portant sur toute la population est réalisée tous les cinq ans, les populations de référence des années intermédiaires étant quant à elles estimées par interpolation ou extrapolation. Pour la commune, le premier recensement exhaustif entrant dans le cadre du nouveau dispositif a été réalisé en 2008.

En 2022, la commune comptait 399 habitants, en évolution de +5,28 % par rapport à 2016 (Pyrénées-Orientales : +3,92 %, France hors Mayotte : +2,11 %).
| 1793 | 1800 | 1806 | 1821 | 1831 | 1836 | 1841 | 1846 | 1851 |
| ---- | ---- | ---- | ---- | ---- | ---- | ---- | ---- | ---- |
| 381  | 235  | 363  | 477  | 548  | 630  | 588  | 631  | 605  |

| 1856 | 1861 | 1866 | 1872 | 1876 | 1881 | 1886 | 1891 | 1896 |
| ---- | ---- | ---- | ---- | ---- | ---- | ---- | ---- | ---- |
| 624  | 623  | 720  | 707  | 712  | 826  | 640  | 671  | 593  |

| 1901 | 1906 | 1911 | 1921 | 1926 | 1931 | 1936 | 1946 | 1954 |
| ---- | ---- | ---- | ---- | ---- | ---- | ---- | ---- | ---- |
| 753  | 765  | 833  | 726  | 751  | 705  | 621  | 534  | 582  |

| 1962 | 1968 | 1975 | 1982 | 1990 | 1999 | 2006 | 2008 | 2013 |
| ---- | ---- | ---- | ---- | ---- | ---- | ---- | ---- | ---- |
| 626  | 445  | 370  | 359  | 333  | 347  | 359  | 362  | 369  |

| 2018 | 2022 | - | - | - | - | - | - | - |
| ---- | ---- | - | - | - | - | - | - | - |
| 385  | 399  | - | - | - | - | - | - | - |

Note : À partir de 1826, le recensement inclut les habitants de Touren.
| selon la population municipale des années : | 1968 | 1975 | 1982 | 1990 | 1999 | 2006 | 2009 | 2013 |
| Rang de la commune dans le département      | 91   | 102  | 108  | 117  | 121  | 121  | 122  | 120  |
| Nombre de communes du département           | 232  | 217  | 220  | 225  | 226  | 226  | 226  | 226  |

### Enseignement

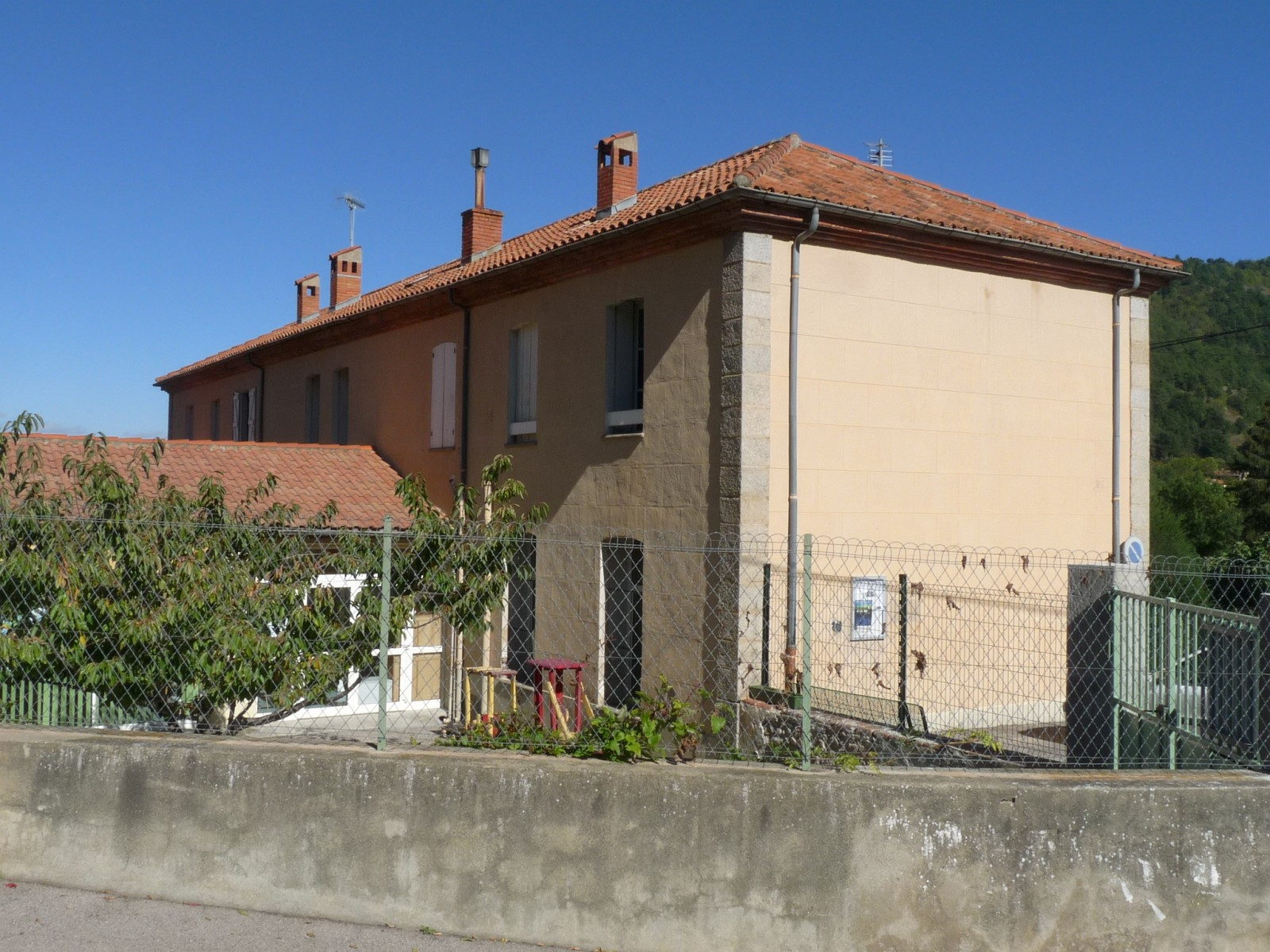
L'école communale

Il y a une école élémentaire à Sahorre, avec un effectif de 48 élèves en 2013.

### Manifestations culturelles et festivités
- Fête patronale : 25 décembre[49] ;
- Fête communale : 15 août[49] ;
- Fête du coscoll : début juin depuis 2008[50],[51].
- Fête de la pomme : fin octobre, alternativement une année sur deux à Sahorre et Fuilla[52].

## Économie

### Revenus
En 2018, la commune compte 167 ménages fiscaux, regroupant 342 personnes. La médiane du revenu disponible par unité de consommation est de 16 040 € (19 350 € dans le département).

### Emploi
|                | 2008   | 2013   | 2018   |
| -------------- | ------ | ------ | ------ |
| Commune        | 13,3 % | 8,1 %  | 8,8 %  |
| Département    | 10,3 % | 12,9 % | 13,3 % |
| France entière | 8,3 %  | 10 %   | 10 %   |

En 2018, la population âgée de 15 à 64 ans s'élève à 239 personnes, parmi lesquelles on compte 64,4 % d'actifs (55,6 % ayant un emploi et 8,8 % de chômeurs) et 35,6 % d'inactifs,. En  2018, le taux de chômage communal (au sens du recensement) des 15-64 ans est inférieur à celui de la France et du département, alors qu'en 2008 la situation était inverse.
La commune fait partie de la couronne de l'aire d'attraction de Prades, du fait qu'au moins 15 % des actifs travaillent dans le pôle,. Elle compte 53 emplois en 2018, contre 55 en 2013 et 61 en 2008. Le nombre d'actifs ayant un emploi résidant dans la commune est de 133, soit un indicateur de concentration d'emploi de 39,8 % et un taux d'activité parmi les 15 ans ou plus de 48,4 %.
Sur ces 133 actifs de 15 ans ou plus ayant un emploi, 37 travaillent dans la commune, soit 28 % des habitants. Pour se rendre au travail, 81,2 % des habitants utilisent un véhicule personnel ou de fonction à quatre roues, 4,5 % les transports en commun, 6,8 % s'y rendent en deux-roues, à vélo ou à pied et 7,5 % n'ont pas besoin de transport (travail au domicile).

### Activités hors agriculture

#### Secteurs d'activités
24 établissements sont implantés  à Sahorre au 31 décembre 2019.
Le secteur du commerce de gros et de détail, des transports, de l'hébergement et de la restauration est prépondérant sur la commune puisqu'il représente 29,2 % du nombre total d'établissements de la commune (7 sur les 24 entreprises implantées  à Sahorre), contre 30,5 % au niveau départemental.

### Agriculture
|               | 1988 | 2000 | 2010 | 2020 |
| ------------- | ---- | ---- | ---- | ---- |
| Exploitations | 47   | 14   | 14   | 9    |
| SAU (ha)      | 138  | 220  | 354  | 308  |

La commune est dans le Conflent, une petite région agricole occupant le centre-ouest du département des Pyrénées-Orientales. En 2020, l'orientation technico-économique de l'agriculture  sur la commune est l'élevage d'ovins ou de caprins. Neuf exploitations agricoles ayant leur siège dans la commune sont dénombrées lors du recensement agricole de 2020 (47 en 1988). La superficie agricole utilisée est de 308 ha,,.

## Culture locale et patrimoine

### Monuments et lieux touristiques
- Église Saint-Étienne, romane du XIIe siècle (déjà citée en 1163), aux pierres taillées et appareillées. Elle surplombe le bourg à l'ouest.
- Église Sainte-Croix de Thorrent, église romane.
- L'église paroissiale Saint-Cyprien de Sahorre, de style moderne, au bourg.
- La tour de Goa, située au sud-est sur la crête en limite avec Casteil, est inscrite monument historique depuis 1982[56].

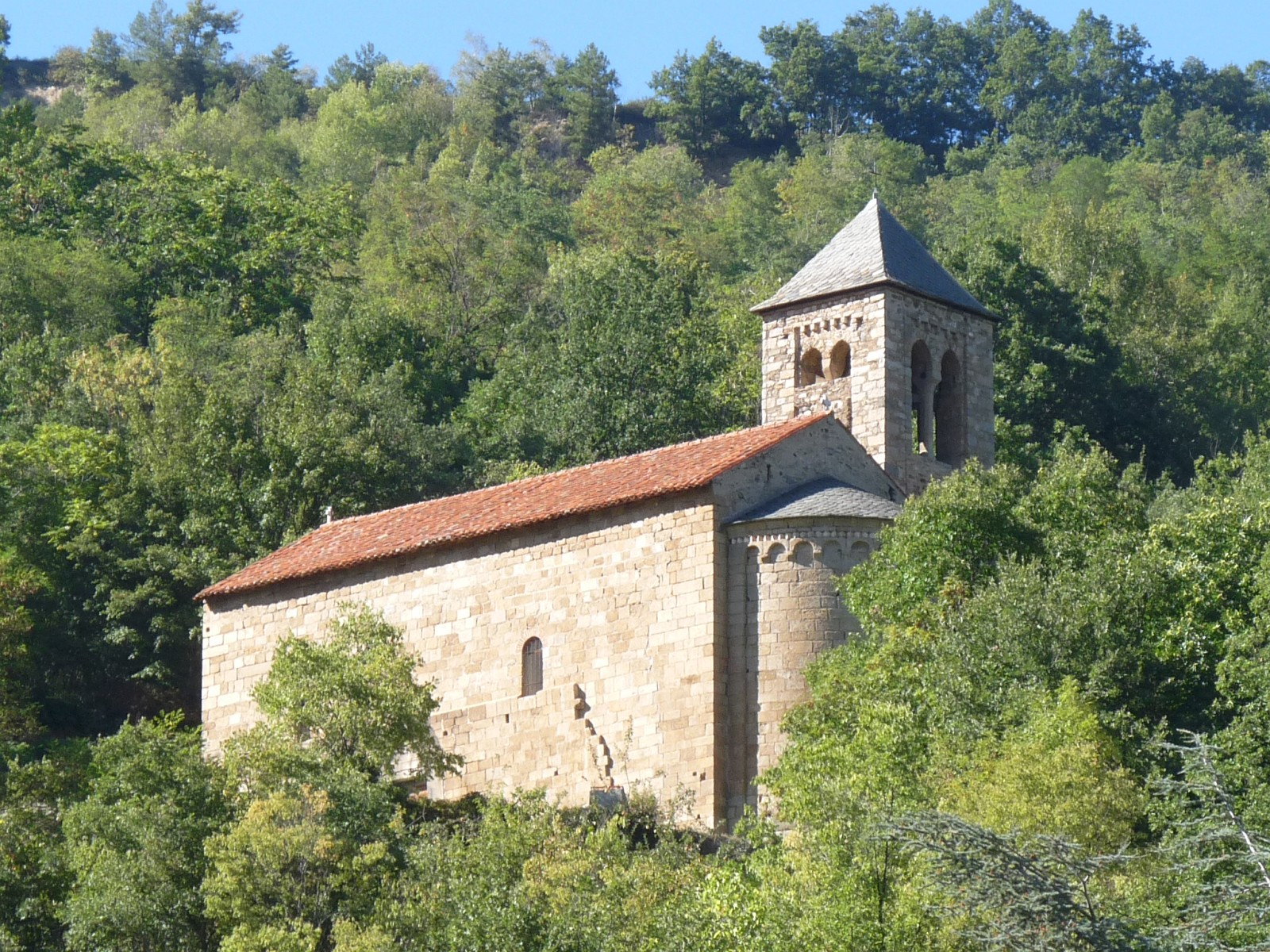
L'église Saint-Étienne
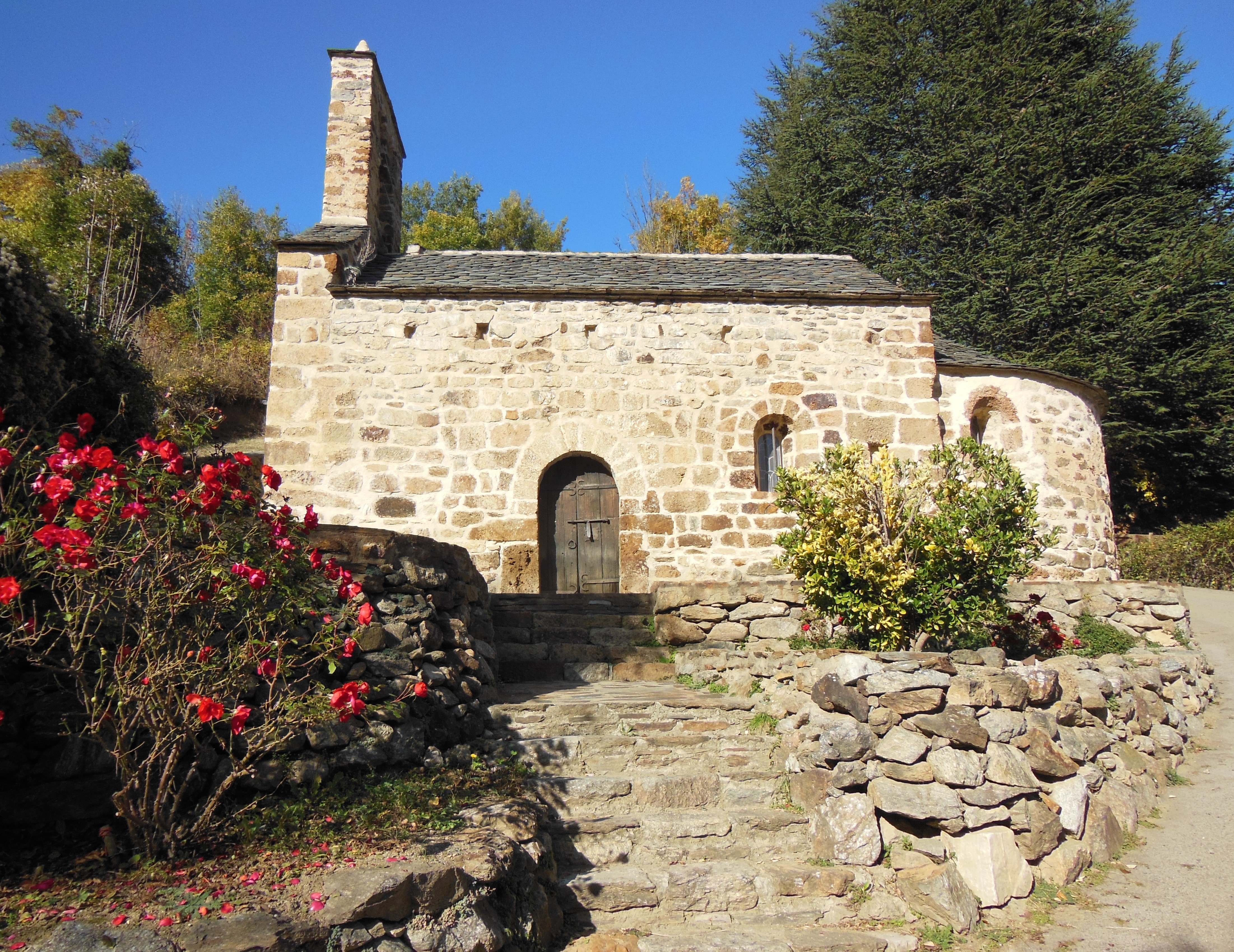
Sainte-Croix de Thorrent
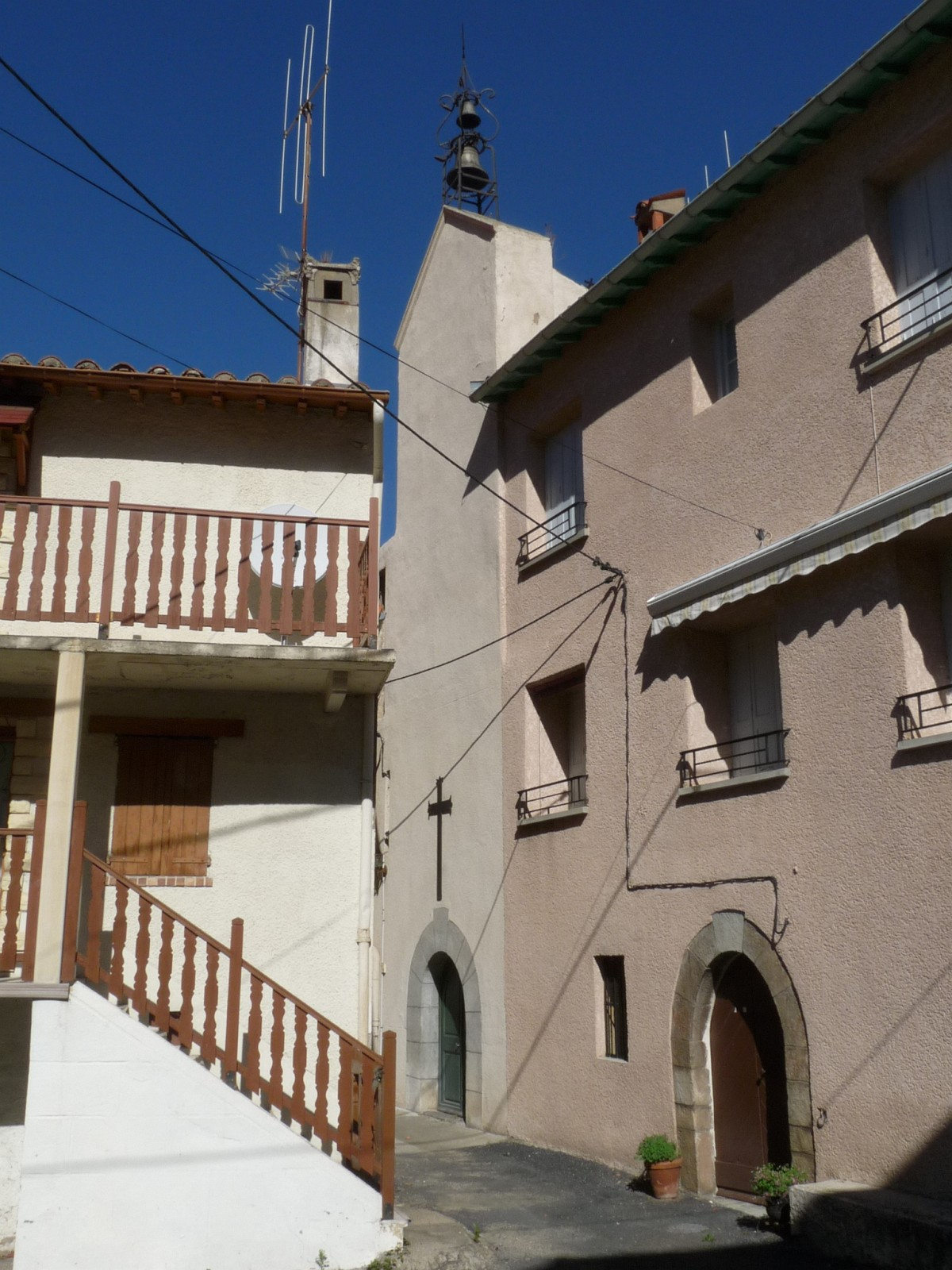
L'église Saint-Cyprien du bourg
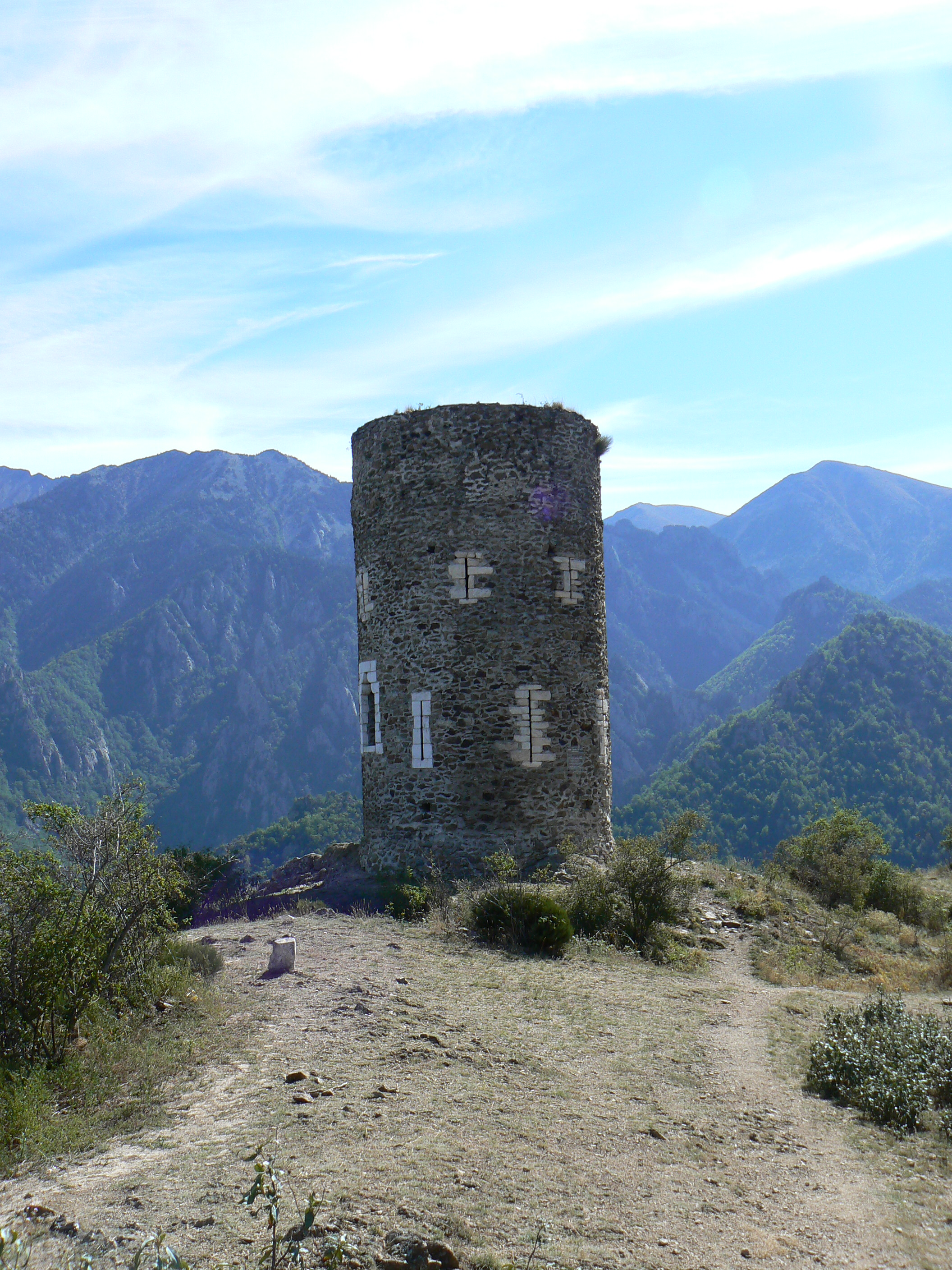
La tour de Goa

### Personnalités liées à la commune
- Jean-François Imbernon, joueur de rugby à XV de l’USA Perpignan et de l’équipe de France, né en 1951 à Sahorre.

### Héraldique
| Blason de Sahorre | Blason  | D’or au château de gueules maçonné de sable, sans tour aux flancs, donjonné d’une grosse tour crénelée et couverte, vêtu de sinople. |
| Blason de Sahorre | Détails | Le statut officiel du blason reste à déterminer.                                                                                     |